# ورق دریایی
ورق دریایی یک نوع فولاد است که برای ساخت سازه‌های دریایی مانند کشتی‌ها و سکوهای نفتی استفاده می‌شود. این ورق‌ها به گونه‌ای طراحی شده‌اند که در مقابل شرایط سخت دریایی مقاومت کنند، از جمله فشار زیاد، دمای متغیر، و خوردگی ناشی از آب شور.

## کاربردها
ورق دریایی نقش مهمی در صنعت کشتی‌سازی دارد، همچنین در ساخت سازه‌های دریایی دیگری مانند سکوهای نفتی، پل‌ها، و توربین‌های بادی استفاده می‌شود. به دلیل مقاومت بالا در برابر خوردگی و تحمل دماهای پایین، این ورق‌ها به خصوص در مناطق دریایی با شرایط آب و هوایی سخت استفاده می‌شوند.

## تاریخچه و توسعه[۱]
در قرن نوزدهم، با پیشرفت‌های در فناوری فولادسازی، ورق دریایی به عنوان یک ماده مهم در صنعت کشتی‌سازی ظهور کرد. این مواد به سرعت جایگزین کشتی‌های چوبی شدند به دلیل مقاومت بالا در برابر فشارهای مکانیکی و خوردگی.
توسعه ورق دریایی به همراه افزایش تقاضا برای سازه‌های دریایی مقاوم‌تر و ایمن‌تر رشد کرد. امروزه، کارخانه‌های فولادسازی در سراسر جهان این ورق‌ها را با استانداردهای مختلف تولید می‌کنند، که هرکدام خواص مکانیکی و شیمیایی منحصر به فردی دارند.

## فرایند تولید[۱]
فرایند تولید ورق دریایی شامل مراحلی چون گرم‌کردن، نورد، سایزینگ، کویلینگ، برش، اکسیدزدایی، نورد نهایی، خنک‌سازی، و بسته‌بندی می‌شود.

## کاربردهای صنعتی[۲]
ورق دریایی در صنایعی مانند کشتی‌سازی، صنعت نفت و گاز، ساخت سازه‌های دریایی، و انتقال آب، نفت و گاز به کار می‌رود. این ورق‌ها به دلیل ویژگی‌هایی مانند استحکام بالا، مقاومت به خوردگی، و وزن سبک در صنایع مختلف مورد استفاده قرار می‌گیرند.

## تست‌ها و استانداردهای کیفیت[۳]
ورق‌های دریایی باید تحت تست‌های کیفیت دقیق و استانداردهای سختگیرانه‌ای قرار گیرند تا از کیفیت بالایی برخوردار باشند. این تست‌ها شامل آزمون‌های مکانیکی، شیمیایی، و فیزیکی است که ویژگی‌های مختلف ورق‌ها را ارزیابی می‌کنند. استانداردهای بین‌المللی مانند ASTM, IMO، و ASME برای این ورق‌ها اعمال می‌شوند تا اطمینان حاصل شود که آن‌ها مطابق با استفاده در صنایع دریایی هستند.